# Fjugesta IF
Fjugesta IF är en idrottsförening från Fjugesta i Lekebergs kommun i Närke/Örebro län, bildad den 2 februari (enl. annan uppg. 28 januari) 1914 på Fjugesta hotell. Klubben bedriver per 2022 fotbolls- och friidrottsverksamhet men har tidigare även utövat bland annat handboll. Föreningen var 2014-2015 sammanslagen med Lekebergs IF men bedrivs sedan dess ånyo i egen regi.

## Fotboll
Säsongen 2022 var föreningens herrlag hemmahörande i division VII (niondedivisionen) men laget har historiskt spelat på betydligt högre nivåer. Mellan 1953 och 1961 spelade FIF i den fjärde högsta divisionen (gamla division IV), vilket man ånyo lyckades med 1981-1982, 1985-1986 (division IV) samt 1989 (division III efter serieomläggning). Säsongen 1982 vann klubben t.o.m. fyran, fyra poäng före Rynninge IK, och fick därmed spela i division III, sedan 2006 motsvarande division I. Laget kom att tillbringa två säsonger i trean med lag som Degerfors, Karlstads BK och Forward. Säsongen 1983 slutade man nia, precis ovan nedflyttningsstrecket, medan man 1984 slutade precis under nedflyttningsstrecket.
2000-talet fram till sammanslagningen med Lekeberg (-2013) tillbringade laget i huvudsak i division V och VI, efter att laget återupptogs i egen regi 2019 har man hållit till i division VII.
Sektionen har utöver herrlaget flick- och pojklag i spel.